# AAMSA A9B-M Quail

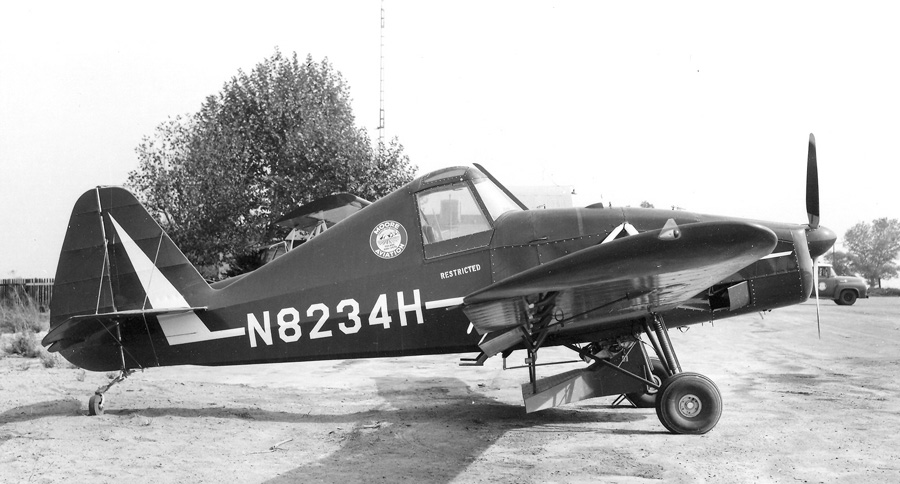
CallAir A-9 (N8234H) en el Aeropuerto de Mefford Field.

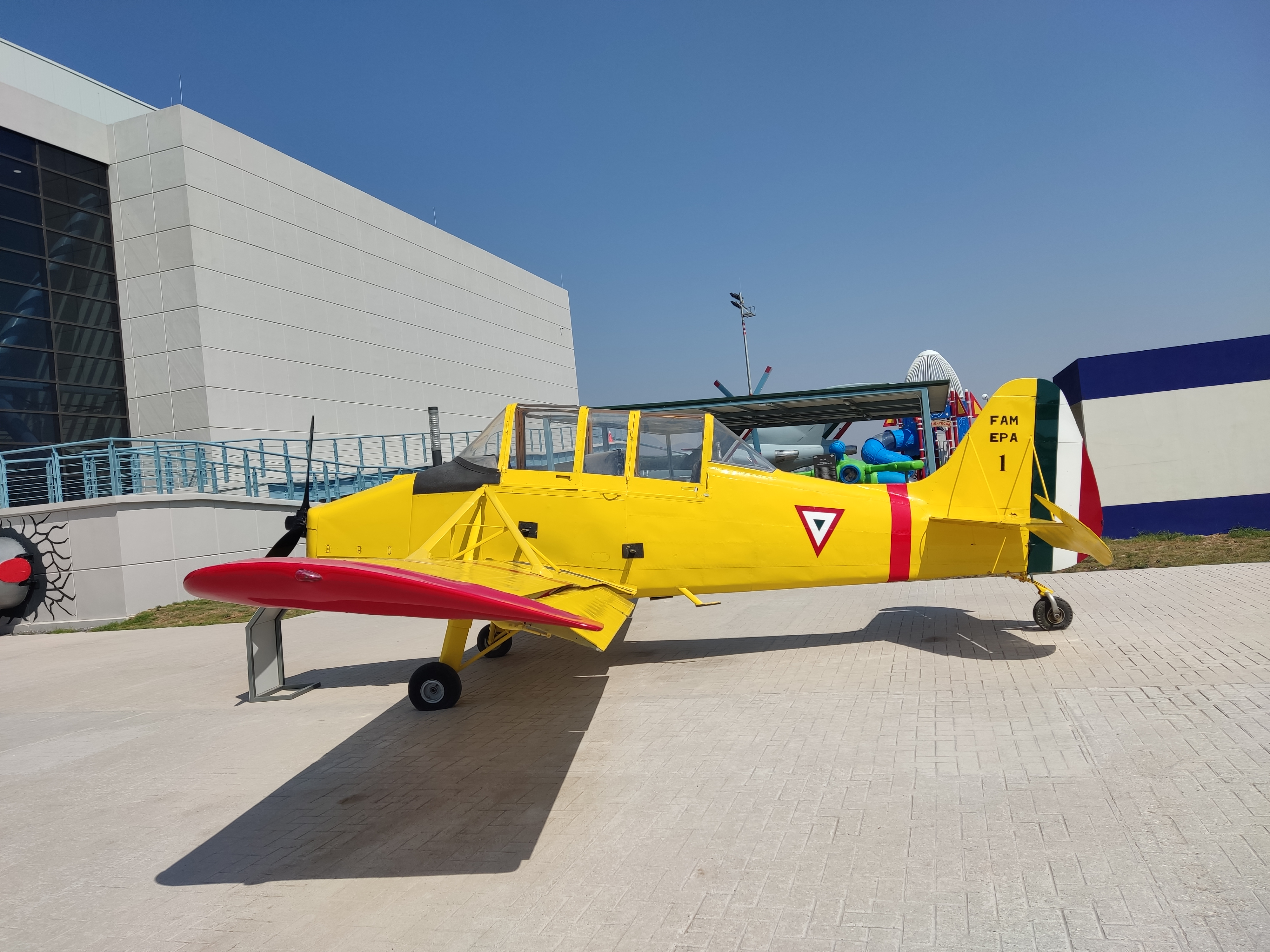
AAMSA A9B-M Quail "Naco" en el Museo Militar de Aviación de Santa Lucía, México.

El IMCO CallAir A-9 es un pequeño avión agrícola fabricado por Intermountain Manufacturing Company, Aero Commander (Rockwell) y que posteriormente fue fabricado en México por AAMSA. 

## Diseño y desarrollo
La compañía estadounidense  Call Aircraft Company había desarrollado el CallAir A-9 a partir del CallAir Modelo A a finales de los años 50’s, posteriormente Call Aircraft Company fue absorbida por Intermountain Manufacturing Company en 1962 e inició la producción del IMCO-CallAir A-9 en 1963.
Se trata de un monoplano de ala baja cuya estructura del fuselaje está hecho de tubos de acero con revestimiento en tela y las alas están hechas de madera y cubiertas con tela. El piloto se sienta detrás de la tolva química en una cabina de dos puertas removibles, con bisagra inferior que forman las ventanas laterales izquierda y derecha. El avión es propulsado por un motor bóxer Lycoming O-540 de seis cilindros. El tren de aterrizaje se equipó con neumáticos de baja presión y amortiguadores de resorte para terrenos difíciles. La tolva de productos químicos funciona tanto con sólidos como con líquidos y la cola de la aeronave no tuvo cambios con respecto al Call Air Modelo A.
En 1966 IMCO fue comprada por Rockwell, quien construyó el avión en su división Aero Commander y renombrando el CallAir A-9 como Sparrow Commander y el A-9 Super como Quail Commander.
En 1971, como resultado de un acuerdo entre Industrias Unidas S. A. (con 70% de acciones) y Rockwell International (con 30 %) se crea Aeronáutica Agrícola Mexicana S.A., que comenzó a producir el Quail Commander (Ahora con el nombre de AAMSA A-9B-M Quail) y el Sparrow Commander en Pastejé, México para el mercado mexicano y estadounidense. AAMSA también produjo una versión biplaza de entrenamiento para la Fuerza Aérea Mexicana, la cual fue apodada "Naco" debido a su poca capacidad para levantar cantidades considerables de peso así como la dificultad para mantener un vuelo recto. En Estados Unidos las aeronaves eran importadas como kit-planes por Aircraft Parts & Development Corp en Laredo, Texas. La producción del Sparrow finalizó en 1975 mientras que la del Quail en 1984.

## Variantes
A-9 / Sparrow Commander
Variante original de Call Air potenciada por un motor Lycoming O-540-B2B5 de 235 HP.
B1 / Snipe Commander
Versión ampliada del A-9 con un motor Lycoming IO-720-A1A de 400 HP y 13 m de envergadura.
A-9 Super / Quail Commander / A-9B-M Quail
Versión con motor IO-540-G1C5 de 290 HP. El A-9B-M quail tiene un motor Lycoming IO-540-K1A5 de 300 HP y una versión biplaza apodada "Naco" fue producida para la Fuerza Aérea Mexicana.

## Especificaciones
datos de All-aero y Jane's All The World's Aircraft 1982-83
| Especificación          | Sparrow Commander                          | Quail Commander / AAMSA A9B-M Quail |
| Capacidad               | 1 piloto                                   |                                     |
| Capacidad de tolva      | 725 kg de sólidos o 795 litros de líquidos |                                     |
| Longitud                | 7.16m                                      | 7.32m                               |
| Envergadura             | 10.59m                                     | 10.59m                              |
| Altura                  | ?                                          | 2.34 m                              |
| Peso vacío              | 726 kg                                     | 817 kg                              |
| Superficie alar         | ?                                          | 16.90 m²                            |
| Peso máximo al despegue | 1542 kg                                    | 1725 kg                             |
| Planta motriz           | Lycoming O-540-B2B5 de 235 HP              | Lycoming IO-540-K1A5 de 300 HP      |
| Rendimiento             |                                            |                                     |
| Velocidad crucero       | ?                                          | 87 nudos, 161 km/h                  |
| Velocidad máxima        | 91 nudos, 169 km/h                         | 104 nudos, 193 km/h                 |
| Alcance                 | 260 Nm, 463 km                             | 260 Nm, 463 km                      |
| Techo de vuelo          | 14,000 ft / 4265 m                         | 16,000 ft / 4,875 m                 |
| Régimen de ascenso      | 650 pies por minuto                        | 850 ft/min                          |